# سیارک ۱۴۳۶۰
سیارک ۱۴۳۶۰ (به انگلیسی: 14360 Ipatov، نامگذاری:1988CV4) چهارده هزار و سیصد و شصتمین سیارک کشف شده‌است که در ۱۳ فوریه ۱۹۸۸ کشف شد.
قدر مطلق سیارک برابر ۳۵.۴ است.